# Гай Сульпіцій Гальба (легат)
Гай Сульпіцій Гальба (лат. Gaius Sulpicius Galba; близько 152 до н. е. — після 109 до н. е.) — політичний та військовий діяч часів Римської республіки.

## Життєпис
Походив з патриціанського роду Сульпіціїв. Син Сервія Сульпіція Гальби, консула 144 року до н. е. У 149 році до н. е. його батько, перебуваючи під судом, вивів Гая разом з його братом Сервієм і доручив їх опіці народу, щоб викликати співчуття до себе. Надалі здобув гарну освіту, вважався значним красномовцем свого часу.
У 143 році до н. е. відбулися заручини з донькою Публія Ліцинія Красса Муціана, консула 131 року до н. е., й понтифіка. Від шлюбу з нею, який відбувся десь у середині 130-х років до н. е. мав двох синів.
У 121 році до н. е. після загибелі Гая Гракха і Марка Фульвия Флакка, ймовірно, зайняв місце одного з них в аграрній комісії, яка працювала в Карфагені. У 120 році до н. е. став квестором. наступного або 119 року до н. е. увійшов до жрецької колегії авгурів або понтифіків.
Можливо, 113 або 112 року до н. е. е. обіймав посаду претора. У 111—110 роках до н. е. був легатом консула Луція Кальпурния Бестії в Нумідії. У 109 році до н. е. планував домагатися консульства. Проте того ж року постав перед судом відповідно до Мамілієвого закону за отримання хабара від царя Югурти. Гальба особисто виступав на свій захист, але його було засуджено, що стало першим в історії Стародавнього Риму випадком засудження жерця. Подальша доля невідома.

## Родина
Дружина — Ліцинія Старша
Діти:
- Гай Сульпіцій Гальба, монетарій 106 року до н. е.
- Сервій Сульпіцій Гальба, претор бл. 91 року до н. е.